# Ectatosia moorei
Ectatosia moorei là một loài bọ cánh cứng trong họ Cerambycidae.